# Operação Veiculação
Operação Veiculação é uma força tarefa deflagrada dia 9 de setembro de 2016 pela Polícia Federal do Brasil, juntamente com o Ministério Público Federal (MPF) e Controladoria-Geral da União (CGU) no sentido de apurar irregularidades em licitações e contratos públicos de locação de veículos feitos pelas prefeituras de Patos, Emas e São José de Espinharas, municípios do Sertão da Paraíba. Foram cumpridos oito mandados de busca e apreensão, cinco mandados de prisão e afastamento das funções e dos cargos públicos de sete envolvidos (4 secretários municipais e 3 prefeitos). Vale salientar que as medidas foram realizadas em prefeituras, empresas e residências de agentes públicos de Patos (PB), Emas (PB), São José de Espinharas(PB), Recife (PE), João Pessoa (PB) e Cabedelo (PB). A força tarefa contou com 60 policiais federais, 11 auditores da CGU, um procurador regional da República e um procurador da República.
Dos mandados de prisão expedidos pelo Tribunal Regional da 5ª Região (TRF-5), dois foram contra os seguintes prefeitos: René Caroca (São José de Espinharas) e Segundo Madruga (Emas). Além disso, a então chefe de gabinete da Prefeitura de Patos e mãe do deputado federal Hugo Motta, Ilanna Motta, foi presa preventivamente. Os dois prefeitos presos foram afastados, juntamente com a prefeita de Patos e avó do deputado federal Hugo Motta, Francisca Motta.
As investigações foram iniciadas pelo MPF em 2015, com base em informações da CGU, que em 2012 fez fiscalizações, revelando contratação irregular de serviços de locação de veículos na cidade de Patos, sendo indicado por relatório uma possível fraude licitatória e o não cumprimento do objeto pactuado, com consequente desvio de verba pública. As fraudes abrangem mais de R$ 11 milhões em recursos aplicados em ações dos Programas de Transporte Escolar (PNATE), Fundeb, Pró-Jovem Trabalhador e Bloco de Média e Alta Complexidade (Saúde).

## Prefeitos soltos
Na madrugada de quarta-feira, dia 14 de setembro de 2016,  os prefeitos José William Segundo Madruga e Renê Trigueiro Caroca, foram libertos depois da decisão do Tribunal Regional Federal da 5ª Região (TRF5). A decisão aconteceu após o fim do prazo da prisão provisória, que é de cinco dias. O TRF5 também transformou a prisão preventiva de Ilanna Motta, em prisão domiciliar.

## Petição
No dia 15 de setembro de 2016, a Procuradoria Regional da República (PRR) mandou uma petição ao Tribunal Regional Federal da 5ª Região solicitando que Ilanna Motta tivesse o regime de prisão revertida para preventiva e retornasse para o Alojamento Feminino das Sargentos do 3° Batalhão da Polícia Militar, em Patos. Illana teve a prisão preventiva transformada em domiciliar autorizada pelo tribunal sob a justificativa de que pelo fato de ser advogada, só poderia ficar em Sala de Estado Maior, enquanto não existisse trânsito em julgado de sentença condenatória, ou em prisão domiciliar. A decisão do desembargador Lázaro Guimarães, ocorrida no dia 13 de setembro de 2016, trouxe descontentamento para o MPF por causa de dois pontos: o primeiro é que ela não poderia obter vantagem da norma porque é formada em direito, de fato, mas não tem registro na Ordem dos Advogados do Brasil (OAB), portanto, não é advogada. Mesmo que exercesse a função, o alojamento do 3º BPM contemplaria os critérios para Sala de Estado Maior, por contar com a estrutura necessária.